# Щебериха
Щебериха — деревня в Осташковском районе Тверской области. Входит в Залучьенское сельское поселение.

## География
Деревня расположена на северном берегу озера Щебереха, рядом с деревней Жегалово. Расстояние до районного центра, города Осташков, 65 км.

## Население
| 2008 | 2010 |
| ---- | ---- |
| 0    | →0   |

По данным Всероссийской переписи, в 2010 году постоянного населения в деревне не было.

## Улицы
В настоящее время в деревне нет ни одной улицы.